# Хирш, Адольф
Адольф Хирш (нем. Adolphe Hirsch; 1830—1901) — швейцарский астроном и геодезист.

## Биография
Адольф Хирш родился в 1830 году. Высшее образование получил учась в Гейдельбергском и Берлинском университетах.
По окончании университетского курса Хирш работал на разных должностях сперва в Венской, а затем в Парижской астрономических обсерваториях.
В 1859 году А. Хирш был назначен профессором астрономии Невшательской академии и директором местной обсерватории.
Хиршу принадлежит ряд существенных усовершенствований по хронометрии и астрономических инструментов; он принял также непосредственное участие в деле создания Международного института измерения весов и мер (ныне Международное бюро мер и весов).
Адольф Хирш умер в 1901 году.